# Dungiven
Dungiven (de l'irlandès: Dún Geimhin, que significa "fort de Gevin") és una localitat, townland i parròquia, del Comtat de Derry, a Irlanda del Nord. Ubicada als peus del Benbradagh, on es troben els rius Roe, Owenreagh i Owenbeg. L'any 2011 tenia 3.288 habitants.
Hi ha proves d’assentament a la zona durant almenys 1000 anys. L'arribada de Columba d'Iona cap el 590 dC, i la menció d'una església el 680 dC, serien testimonis d'un primer cristianisme. El priorat agustinià de Santa Maria va construir-se el segle XI pel sept dels O'Cahan, i les seves ruïnes contenen la tomba atrubuïda a Cú Maighe na nGall Ó Catháin (Cumee na Gall O'Cahan), mort el 1385. L'abadia va abandonar-se fins que el 1613 va ser restaurada i, segons algunes fonts, utilitzada per al culte protestant. La ciutat va sorgir al voltant del castell de Dungiven i de l'Església d'Irlanda (església anglicana), estenent-se posteriorment cap a l'oest per Chapel Road i Main Street cap al pont al riu Roe.
Durant el modern conflicte nord-irlandès, set persones van morir a Dungiven o els seus voltants, sis de les quals eren membres de les forces de seguretat. L'únic civil mort, Francis McCloskey, va morir en circumstàncies discutides durant la intervenció de la Royal Ulster Constabulary (RUC) en uns aldarulls el 14 de juliol de 1969, en el que sovint s'ha considerat la primera víctima dels Troubles. El 2009 l'Ombudsman de la policia nord-irlandesa va tornar a investigar el cas de McCloskey arràn de diverses peticions.